# Enterprise (Bellewaerde)
Enterprise was een attractie in het Belgische dieren- en attractiepark Bellewaerde, te Ieper. De attractie werd gebouwd in 1973 en was een van de eerste Enterprises gebouwd door Schwarzkopf. Tot en met 1980 reisde de Enterprise in Duitsland met de exploitant Tolisch. De Enterprise opende in 1981 in Bellewaerde. Ze stond in het Far West-dorp, naast Oldtimers.

## Attractie
De bezoekers namen plaats in een gondel. Veiligheidsbeugels waren er niet, gezien de attractie werkte door middel van middelpuntvliedende kracht en er geen zijwaartse krachten waren. Men werd in het zitje gehouden door de zwaartekracht en, eens de attractie op gang was, deed de middelpuntvliedende kracht dit. De gondels gingen dan horizontaal hangen waardoor men dus letterlijk in het zitje geperst werd.
De attractie kwam eerst horizontaal op gang. Wanneer hij op snelheid was, werd hij door middel van een arm verticaal gebracht, waardoor men het gevoel kreeg in een rollend wiel te zitten. Vervolgens ging de arm weer horizontaal hangen en werd het 'wiel' tot stilstand gebracht. De zitjes vielen weer neer zodat men kon uitstappen.

## Brand
In de motor van Enterprise vond tijdens het winterseizoen van 1986 een kortsluiting plaats, waardoor de attractie vuur vatte. Samen met Enterprise is toen ook Cinema 180, aan de overkant van het pad, volledig uitgebrand en daarna verwijderd uit het park.
Tegen de start van het seizoen 1987 werd een nieuw gebouw geplaatst waar Cinema 180 stond, waarin zich een winkeltje bevindt. Op de plaats van Enterprise staan sedertdien een geschilderde gevel van het huis van een sheriff met daarachter bomen. Links daarvan zijn een snoepstandje en de schiethal Shooting Gallery terug te vinden.

## Enterprise na de brand
In 1987 is de attractie opgeknapt geweest door Reverchon, die nieuwe gondels heeft gemaakt voor de Enterprise. In 1988 is hij verkocht aan de Nederlandse exploitant Sipkema. In 1997 kocht Belgische exploitant Vermeylen de Enterprise en reisde ermee rond voor enkele jaren en plaatste hem dan in opslag. Het is onbekend wat er verder mee gebeurd is.

## Nieuwe Enterprise
Om de bezoekers toch enigszins tevreden te stellen, huurde Bellewaerde Park nog twee jaar een andere Enterprise. Deze stond tijdelijk opgesteld op het Mexicaans plein. In 1989 stopte Bellewaerde met huren omdat de Enterprise niet goed functioneerde. Na deze tweede slechte ervaring met een Enterprise, besloot het park er geen meer te plaatsen. Op die plaats werd in 1989 de zweefmolen Dancing Queen gebouwd.
Tegenwoordig staat op het Mexicaanse plein de Topple Tower El Volador. Dancing Queen werd in 2005 verkocht aan attractiepark De Valkenier in Nederland.
Afbeeldingen